# Dasineura gibsoni
Dasineura gibsoni är en tvåvingeart som först beskrevs av Ephraim Porter Felt 1911.  Dasineura gibsoni ingår i släktet Dasineura och familjen gallmyggor.
Artens utbredningsområde är Indiana. Inga underarter finns listade i Catalogue of Life.